# Lámpara de arco

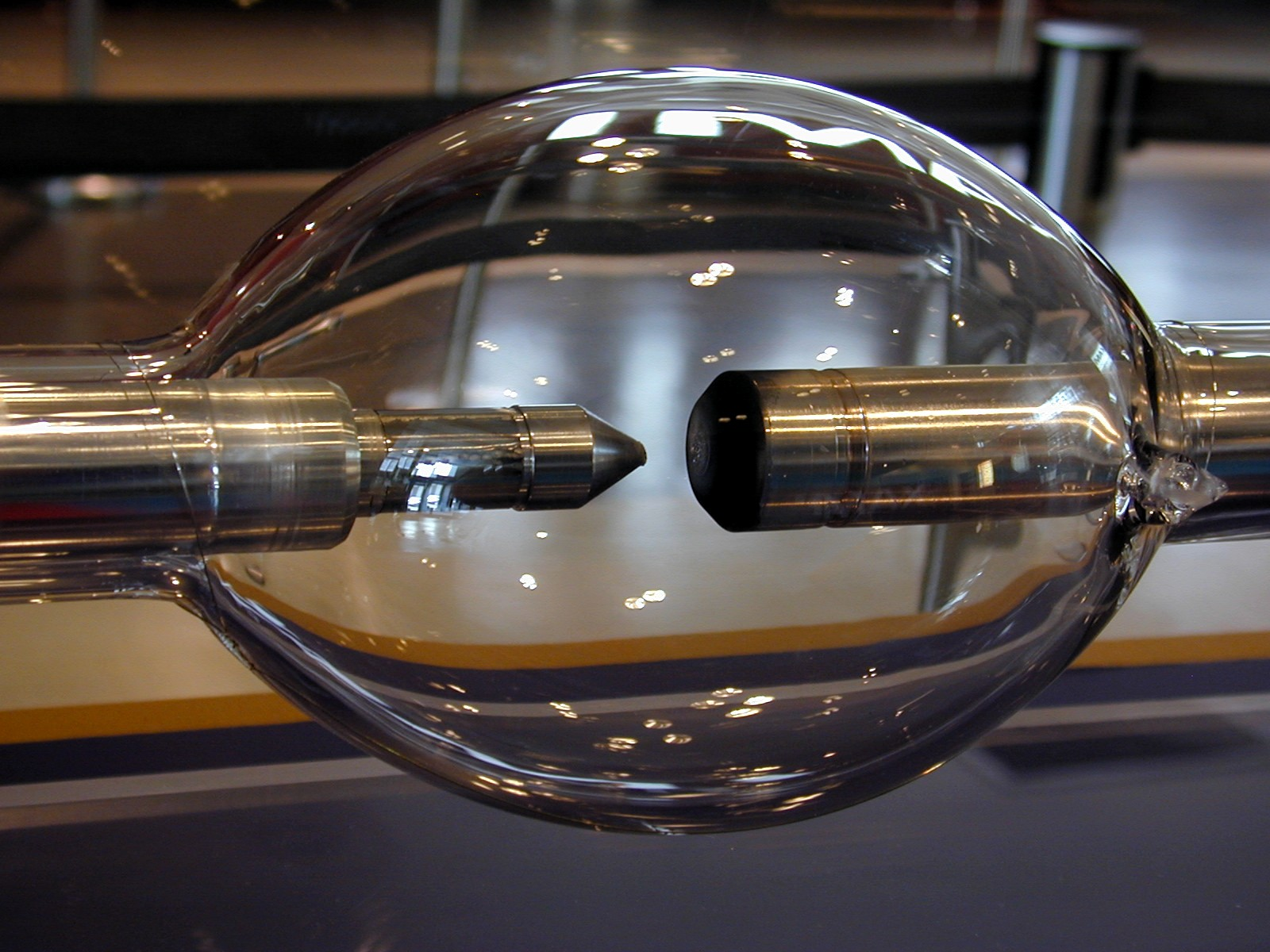
Lámpara de arco de xenón de 15 kW.

La lámpara de arco voltaico es un tipo de lámpara que emite luz producida por un arco eléctrico (llamado arco voltaico).  La lámpara está formada por dos electrodos, que normalmente eran de carbón pero actualmente suelen ser de tungsteno, situados en el interior de un bulbo relleno con un gas. Los distintos tipos de estas lámparas se denominan según el gas que contiene el bulbo, que puede ser neón, argón, xenón, kriptón, sodio, haluro metálico y mercurio. La inhalación de este último puede inducir envenenamiento por mercurio en caso de rotura de la lámpara.